# Maamme
 For alternative betydninger, se Vårt land.
Maame (svensk: Vårt land) er Finlands uofficielle nationalsang. Sangen blev skrevet med svensk originaltekst af Johan Ludvig Runeberg som del af Fänrik Ståls sägner. Melodien er komponeret af Fredrik Pacius, og den blev fremført for første gang 13. maj 1848 i Helsingfors. Teksten blev oversat til finsk af Paavo Cajander i 1889. Vårt land har 11 vers, men sædvanligvis er det kun første og sidste vers, som bliver sunget.
Estlands nationalsang, Mu isamaa, mu õnn ja rõõm, bruger samme melodi, men uden repetitionen for de sidste fire linjer.